# 青木裕子 (1983年生)
青木 裕子（あおき ゆうこ、1983年1月7日 - ）は、レプロエンタテインメント所属のフリーアナウンサー。元TBSアナウンサー。

## 経歴
埼玉県浦和市（現さいたま市）出身。埼玉県立浦和第一女子高等学校、慶應義塾大学経済学部卒業。
高校時代から雑誌『東京ストリートニュース!』（学研パブリッシング）などの読者モデルとして活動した。大学1年在学中の2001年、『ミス慶應』に選出された。大学では演劇サークル『創像工房』に所属し、主演も務めた。また芸能事務所アミューズに所属し、『ViVi』（講談社）・『JJ』（光文社）・『Ray』（DONUTS）などの女性雑誌に登場していた。卒業後の2005年、TBSテレビに入社した。同期入社のアナウンサーに新井麻希（2010年10月31日退社後、フリー転身）、岡村仁美（2022年7月1日付で他部署に異動）がいる。入社後はバラエティー番組を中心に各種番組に出演した。
2012年末、同社を退社。2013年2月1日、レプロエンタテインメント所属となった。3月27日、ナインティナインの矢部浩之と結婚。2014年3月19日、第1子となる男児を出産。2015年7月26日、夫の矢部が総合司会を務めた『FNS27時間テレビ』（フジテレビ）で、第2子妊娠を発表した。2016年1月22日、男児を出産。2023年7月より全日本空手道連盟公式YouTubeチャンネルで不定期配信されている番組『ナイスカラテライフ』の司会を担当している。
2024年10月7日発売の『VERY』11月号から同誌の専属モデルを務める。同誌にモデルとして登場するようになってから10年が経過して、専属モデルに就任した。

## 人物
- 3人姉妹の長女であり、妹が2人いる。妹の次女とは年子で、青木と末妹とのあいだには、11歳の年齢差がある[13]。
- 漢字検定2級、簿記検定2級、常識力検定1級、日本語文章能力検定2級、世界遺産検定2級、硬筆書写技能検定3級、時刻表検定5級、普通自動車免許の資格を所持する。
- 義兄は芸能事務所ラフェイス代表取締役社長の矢部美幸。
- サッカー日本代表・ゴールキーパー・川島永嗣とは、中学時代の同級生である[14]。

## TBS退社後の出演番組

### 地上波テレビ
- めちゃ×2イケてるッ!（フジテレビ、2013年4月6日）
- しゃべくり007（日本テレビ、2013年4月15日）
- 笑っていいとも（フジテレビ、2013年5月15日）（テレフォンショッキングゲスト）
- アウト×デラックス（フジテレビ）
- Numer0n（フジテレビ）
- はなまるマーケット（TBS、2013年5月8日）（はなまるカフェゲスト）
- 7つの海を楽しもう!世界さまぁ〜リゾート（TBS）
- もてもてナインティナイン（TBS）
- セカンドプロポーズ 妻へもう一度愛の告白（MBS）進行
- 問診バナナ（MBS）進行
- 東京VS46道府県（TBS）進行
- ラブネプ（TBS）進行
- なんだ君は!?TV（TBS）
- やべっちFC〜日本サッカー応援宣言〜（テレビ朝日）
- ぐるぐるナインティナイン（日本テレビ、2014年11月13日、ゴチになります!ゲスト）
- ボクらの時代（フジテレビ、2015年3月22日）

### ラジオ
- J-WAVE SPECIAL "KASANE DOLCE POWER YOU UP!!! "（J-WAVE）
- RAKUMACHI BIZ8（J-WAVE、2016年10月1日 - ）ナビゲーター

### 雑誌
- FRaU - 連載
- SAKURA
- LEE
- Oggi
- VoCE
- Numéro TOKYO

### その他
- 近藤晃央 3rdシングル『らへん』コラボムービー
- ライオン『リード』CM
- 全日本空手道連盟公式YouTubeチャンネル『ナイスカラテライフ』（2023年7月 - 、司会）[11]

## TBS在籍時の出演番組

### 地上波テレビ
レギュラー出演
- E娘!（2005年10月6日 - 2007年3月29日）
- はなまるマーケット - 千秋姫の日本御とりよせ漫遊記（木曜、2005年10月 - 2006年3月）
- ニッポン!チャ×3!（2006年4月29日 - 2007年2月24日）
- キャプテン☆ドみの（2007年4月28日 - 7月21日）
- 神さまぁ〜ず - レギュラー（2008年4月 - 9月23日）
  - さまぁ〜ず式（2008年10月7日 - 2009年3月17日）
  - ホリさまぁ〜ず（2009年4月7日 - 2010年3月23日）
  - マルさまぁ〜ず（2010年4月7日 - 9月29日）
- ママアナのデジ@缶（2008年3月2日 - 9月28日）
- J-SPO（2008年4月6日 - 9月28日）
- Goro's Bar - レギュラー（2007年5月3日 - 2009年3月19日）
- クイズ ALL FOR ONE（2009年10月15日 - 2010年3月25日）
- NEWS23X - 月 - 木曜・スポーツキャスター（2010年3月29日 - 2012年3月23日）
- クイズ!イチガン（2012年4月20日 - 7月27日）
- THEぶっちぎりTV（2012年4月21日 - 9月8日）
  - 世界ぶっちぎり映像!シリーズ（進行役、2010年 - 2012年）
- サンデージャポン（アシスタント、2005年7月3日 - 2012年12月23日）
- リンカーン - 「朝までそれ正解!」の天の声や、一部の企画の進行役などで不定期出演
- ラブネプ（進行役、2011年 - 2012年）
- JNNフラッシュニュース（水曜日 → 金曜日、2012年4月4日 - 12月21日）

単発出演
- 超豪華!オールスター赤面申告ハプニング大賞「TBS女子アナ ハプニングコレクション」
- 企画工場なりあがり「ロンブン」（2005年9月13日 - 9月22日）
- 関口宏の東京フレンドパークII「TBS局アナ軍団来襲で赤面大クラッシュ!!スペシャル」 （2006年4月3日） - 小林麻耶・久保田智子・海保知里・川田亜子・安東弘樹と共にゲスト出演。
- うたばん「TBS美人女子アナ軍団がSMAPにお悩み相談」（2006年4月27日、5月25日）
- デジ屋台「祝200回記念!!隠れたキーワードを当てろ!一発逆転!スクエアクイズ女子アナスペシャル」（2006年6月4日）
- DOORS 2006 （2006年9月24日）
  - DOORS 2007（2007年9月23日）サブMC
- さんまのSUPERからくりTV - 不定期出演
- 乱!参院選2010（2010年7月11日）
- 2010世界バレー（「速報!世界バレー」を含む）
- キングオブコント2012（同年9月22日）アシスタント
- オールスター感謝祭'12秋（2012年9月29日）
  - 直前生放送!もうすぐオールスター感謝祭'12秋（2012年9月29日）進行
- ラジかるッ（日本テレビ、2007年5月9日） - TBSアナウンサーながら放送局の枠を超えての番組出演

ドラマ
- 共犯者（日本テレビ、2003年）OL役 - TBS入社前
- ファイアーボーイズ・め組の大吾（フジテレビ、2004年）第6話 - TBS入社前
- Happy!2（TBS、2006年12月26日）弁天橋雛役
- 美男ですね（TBS、2011年7月15日）歓迎パーティの女性客役

### CS
TBSチャンネル
- 青木裕子の日本全国ラーメン選手権〜福岡編〜、〜函館編〜
- 青木裕子のおいしいものみーつけた! 〜福岡編〜（2006年3月）
- 青木裕子のパリ・スウィーツ紀行 （地上波では2006年9月14日 4:27 - 5:00に放送）
- 青木裕子のハワイ島 フラ紀行（2007年1月）
- 青木裕子の日本全国駅弁選手権「阿蘇高原編」（2007年5月）
- 青木裕子のナポリ ピザ紀行（2007年6月）
- 青木裕子の「津軽鉄道の旅」（2008年10月）
- 青木裕子のベルギー チョコレート紀行（2009年3月）
- 青木裕子のクチコミ観光局 〜大分編〜、〜富山編〜、〜函館編〜（2009年3月）
- 青木裕子の知床・流氷紀行（2010年6月）

### BS
BS-i → BS-TBS
- 愛しの仕事さま。 - レギュラー
- 必見!就活リサーチ（2010年 - 2011年） - 司会
- 青木裕子のパリ・スウィーツ紀行（2008年1月2日）

### ラジオ
TBSラジオ
- GAKU-Shock（日曜、2005年10月 - 2006年1月9日）
- 講談社 ラジオブックス（2005年11月28日 - 12月2日、2006年8月28日 - 9月1日、2006年10月9日 - 13日）
- 相武紗季のハッピータイム!（2006年10月4日 - 2007年3月28日）アシスタント
- 次長課長 河本"ハツラツ"準一のサンデー笑!（2010年4月11日 - 12月26日）アシスタント

### 映画
- 犬とあなたの物語 いぬのえいが（2011年）

## 出版・執筆

### 著書
- 『明るく楽しく』辰巳出版、2010年9月。ISBN 978-4-777-80823-6。
- 『母、妻、ときどき青木裕子』講談社、2014年12月。

### 雑誌連載
- 週刊プレイボーイ（集英社）「ゆうことを聞け!」（2008年1月 - 2009年）
- TVぴあ（ぴあ）「ジャージde発泡chu!（酒）」（2008年 - 2009年）